# Wellsville (Nova York)
Wellsville és una població dels Estats Units a l'estat de Nova York. Segons el cens del 2000 tenia 5.171 habitants.

## Demografia
Segons el cens del 2000, Wellsville tenia 5.171 habitants, 2.162 habitatges, i 1.206 famílies. La densitat de població era de 838,9 habitants per km².
Dels 2.162 habitatges en un 26,3% hi vivien nens de menys de 18 anys, en un 41,7% hi vivien parelles casades, en un 10,6% dones solteres, i en un 44,2% no eren unitats familiars. En el 37,7% dels habitatges hi vivien persones soles el 16,6% de les quals corresponia a persones de 65 anys o més que vivien soles. El nombre mitjà de persones vivint en cada habitatge era de 2,22 i el nombre mitjà de persones que vivien en cada família era de 2,94.
Per edats la població es repartia de la següent manera: un 22,7% tenia menys de 18 anys, un 7,8% entre 18 i 24, un 25,6% entre 25 i 44, un 21,6% de 45 a 60 i un 22,3% 65 anys o més.
L'edat mediana era de 40 anys. Per cada 100 dones de 18 o més anys hi havia 83,5 homes.
La renda mediana per habitatge era de 24.075 $ i la renda mediana per família de 36.345 $. Els homes tenien una renda mediana de 32.950 $ mentre que les dones 23.654 $. La renda per capita de la població era de 16.950 $. Entorn del 12,5% de les famílies i el 18,9% de la població estaven per davall del llindar de pobresa.